# پیزر چتری
پیزر چتری (نام علمی: Scirpus diffusus) نام یک گونه از سرده تزک است.